# 로마네스크 건축

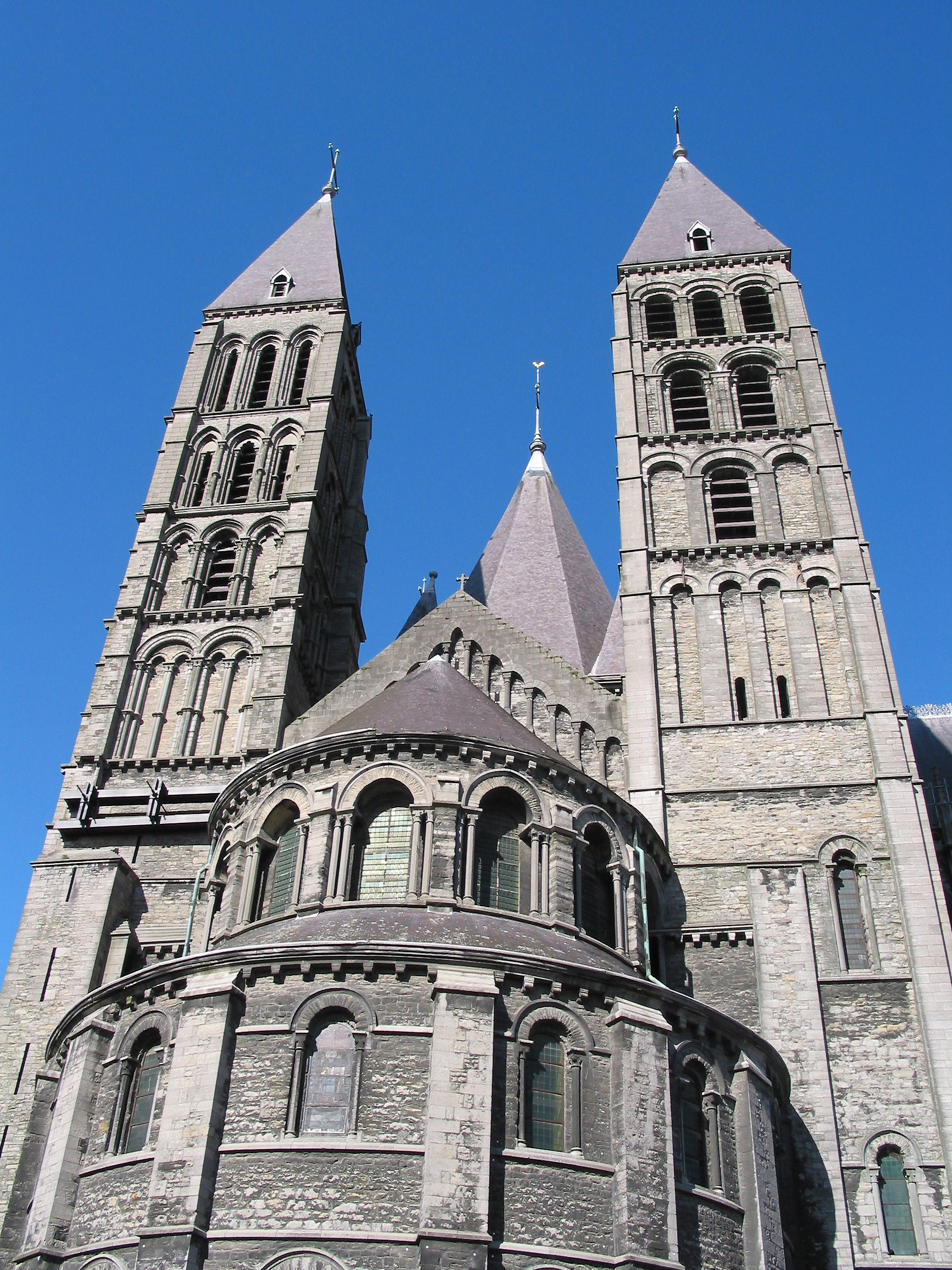
12세기에 지어진 벨기에 투르네 성당의 남쪽 트랜셉트

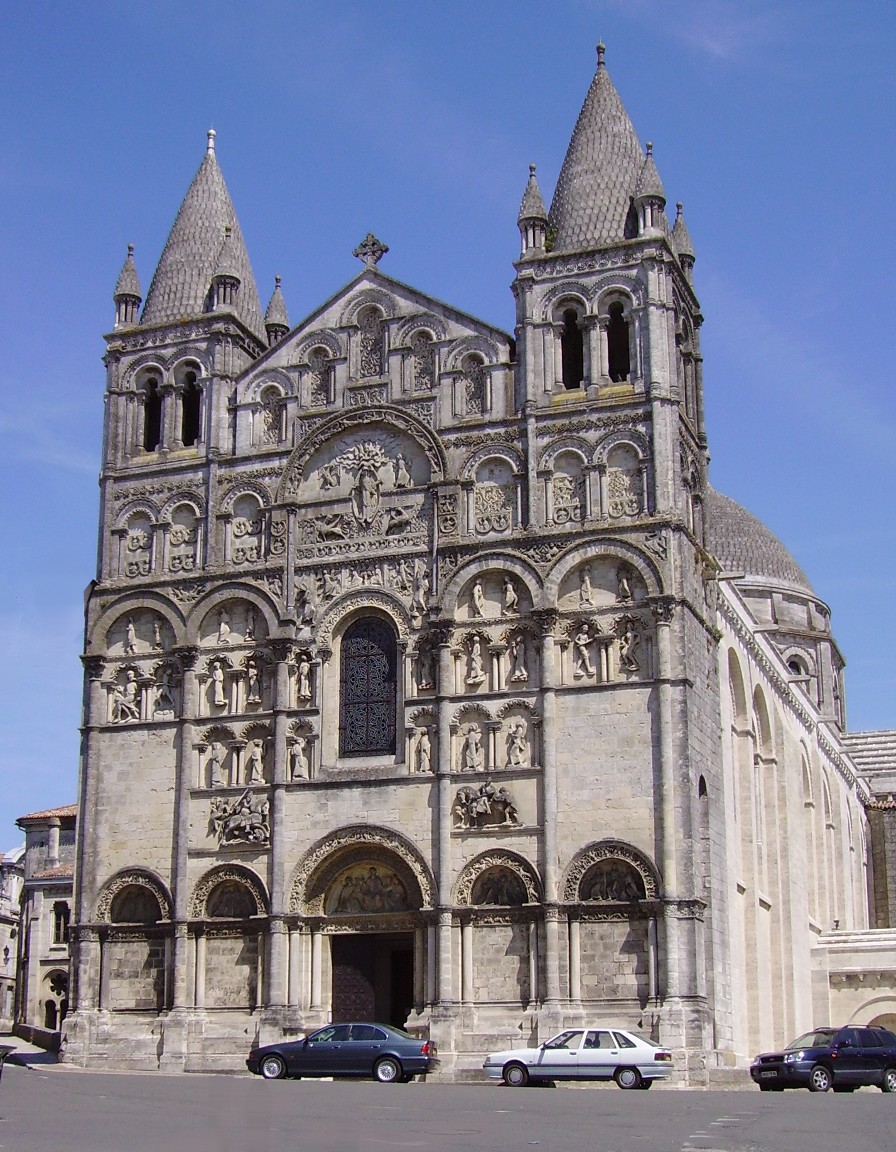
프랑스 앙굴렘 성당

로마네스크 건축(Romanesque architecture)은 9세기 후반에 일어나 12세기에 고딕 양식으로 발전한, 반원 아치를 특징으로 한 중세 유럽의 건축 양식이다. 잉글랜드의 로마네스크 건축은 노르만 건축이라고도 불린다.
로마네스크 건축은 그 당시의 잦은 전쟁으로 인한 석재구조를 사용함으로 육중한 특질, 두꺼운 벽, 둥근 아치, 튼튼한 기둥, 그로인 볼트, 큰 탑과 장식적인 아케이드(늘어선 기둥 아래의 공간)로 잘 알려져 있다. 모든 건물은 명확히 정의된 형태를 가지고 상당수가 규칙적이고 대칭적인 평면을 가진다. 그래서 전체적인 외관은 그 뒤를 잇는 고딕 건축에 비교하면 단조로워 보인다. 이 양식은 지역적 특징과 다른 재료들에도 불구하고, 유럽 전역에 잘 알려져 있다.
고딕양식은 중세의 대표적인 양식이라서 종교적인 성향이 강한데 로마네스크는 그런 경향으로 가는 길목에 있는 양식이라서 인간과 이성, 자연의 고대를 지나 신비의 세계, 신앙의 세계를 드러내고자 하는 특색을 가진다.
이 시기에는 많은 성들이 지어졌지만, 이 시기에서 가장 중요한 것은 많은 숫자가 아직도 남아있는, 미완성인 것도 더러 있고 현재도 흔히 쓰이는 거대한 수도원 교회이다.

## 개요
카롤링거 왕조 밑에서는 아헨 성당과 같은 예를 제외한다면 건물의 지붕은 박공 형태의 목조였다. 로마네스크 양식의 성당은 주요 부분(네이브와 제실)에 석조의 아치 구조를 쓰고 있는 점에서, 종래에 없던 진보의 흔적을 찾을 수가 있다. 이것은 네이브의 양쪽 벽체(壁體) 위에, 부채꼴의 석재를 석회칠로 쌓아올려서 반원형의 통 모양으로 쌓아올린 것이다. 이 통 모양의 아치는 천장을 높게 하고 내부 공간을 확대시킬 수 있는 이점이 있었다. 그러나 무거운 돌지붕을 떠받치기 위해서 벽체는 두껍고, 곳곳에 바깥쪽으로부터의 버트리스를 필요로 하였다. 벽체로부터 직각으로 나와 있는 버트리스는 건물의 겉모양에 아름다운 실루엣을 던져주고 있다. 하중(荷重)에 대하여 벽의 강도(強度)를 유지하기 위하여 커다란 창을 만들기는 어려웠고, 따라서 내부 공간은 채광 부족을 면치 못하였다. 이러한 어둠도 당내의 종교적인 통일감을 이루는 데는 유효하였다. 안팎이 모두 묵직하고 장식이 적은 것이 특색이다. 이 경향은 12세기 이전의 북이탈리아 남프랑스, 카탈로니아 지방에서 많이 볼 수 있다. 독일에서는 이러한 영향을 받으면서도 카롤링거왕조의 전통을 독자적으로 발전시키고, 탑·세례당(洗禮堂) 등을 종합한 설계의 대형화가 이루어지고 있었다. 마인츠, 아우크스부르크 등의 본사원과 마리아 라하 수도원 등이 그 좋은 예이다. 로마네스크 건축은 12세기에 들어와 부르고뉴 지방에서 그 정수를 찾을 수 있다. 오턴, 베즐레의 두 사원은 가장 대표적인 것이다. 채광량을 늘리고 내부 공간을 확대하기 위해, 네이브를 높게 하고 아일(側廊)도 아치로 하였다. 여기에서 고안된 교차아치는 후일 고딕건축을 출현시킨 모체가 되었다. 내부는 네이브 측벽을 복층(複層)으로 하고, 그 상부에 높은 창을 가진 형식이 채택되고 있다. 기둥은 굵은 문설주에 주두(住頭)를 붙여 아케이드를 떠받치게 한다. 기둥의 형식은 시대가 흐름에 따라 장식주(裝飾柱)가 부가되거나 홈이 파진다. 외관도, 파사드에 장식조각이 새겨지고, 또는 북방에서 발달해 온 탑(塔)이 부착되기도 하여 신의 집 입구에 어울리게 모양을 갖추었다.

## 정의

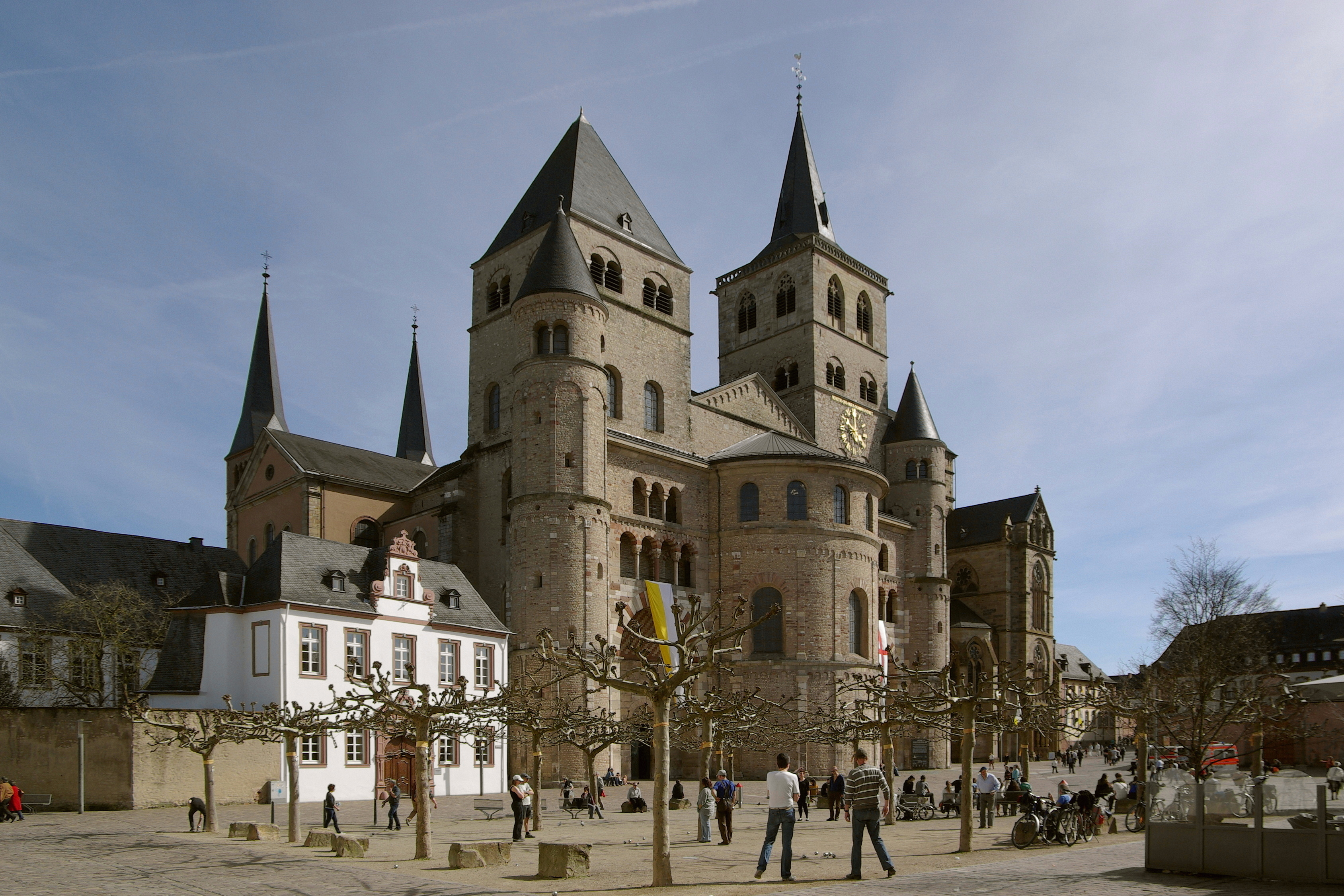
왼쪽에 트리어 대성당과 성모 마리아 성당

"로마네스크"는 많은 건물들의 실제 연도가 잘 확인되지 않은 5세기에서 13세기에 이르는 서유럽 건축을 설명하기 위해 고고학자인 샤를 뒤에리시에 드 제르빌이 19세기 초에 창안한 단어이다. 이 단어는 현재 10세기 후반에서 12세기까지의 한정된 시기를 설명하는 데에 사용된다. 이 단어는 아직 로마식 둥근 아치를 갖는 중세 고딕 이전의 양식을 설명하는 데 사용된다. 이 양식은 비록 단순해지고 기술적으로 불충분하지만 로마식 건축물의 전통이 계속되고 있음을 보여준다.
"전 로마네스크"라는 단어는 독일의 카롤링거 왕조와 오토 왕조 시대를 표현하는 데에 사용된다. 반면 "로마네스크 초기"라는 단어는 이탈리아나 스페인, 프랑스 일부에서 클뤼니 수도원의 영향을 받기 전의 로마네스크의 특징을 갖는 건축을 말한다.

## 로마네스크 복고
고딕 복고 건축이 유행했을 때인 19세기 동안 건물들은 때때로 로마네스크 양식으로 디자인되었다. 다수의 로마네스크 복고 양식의 교회들이 존재하며, 1830년대에서 20세기에 이르기까지 로마네스크 양식의 육중하고 "거친" 특질이 인식되고 벽돌로 디자인되었다.

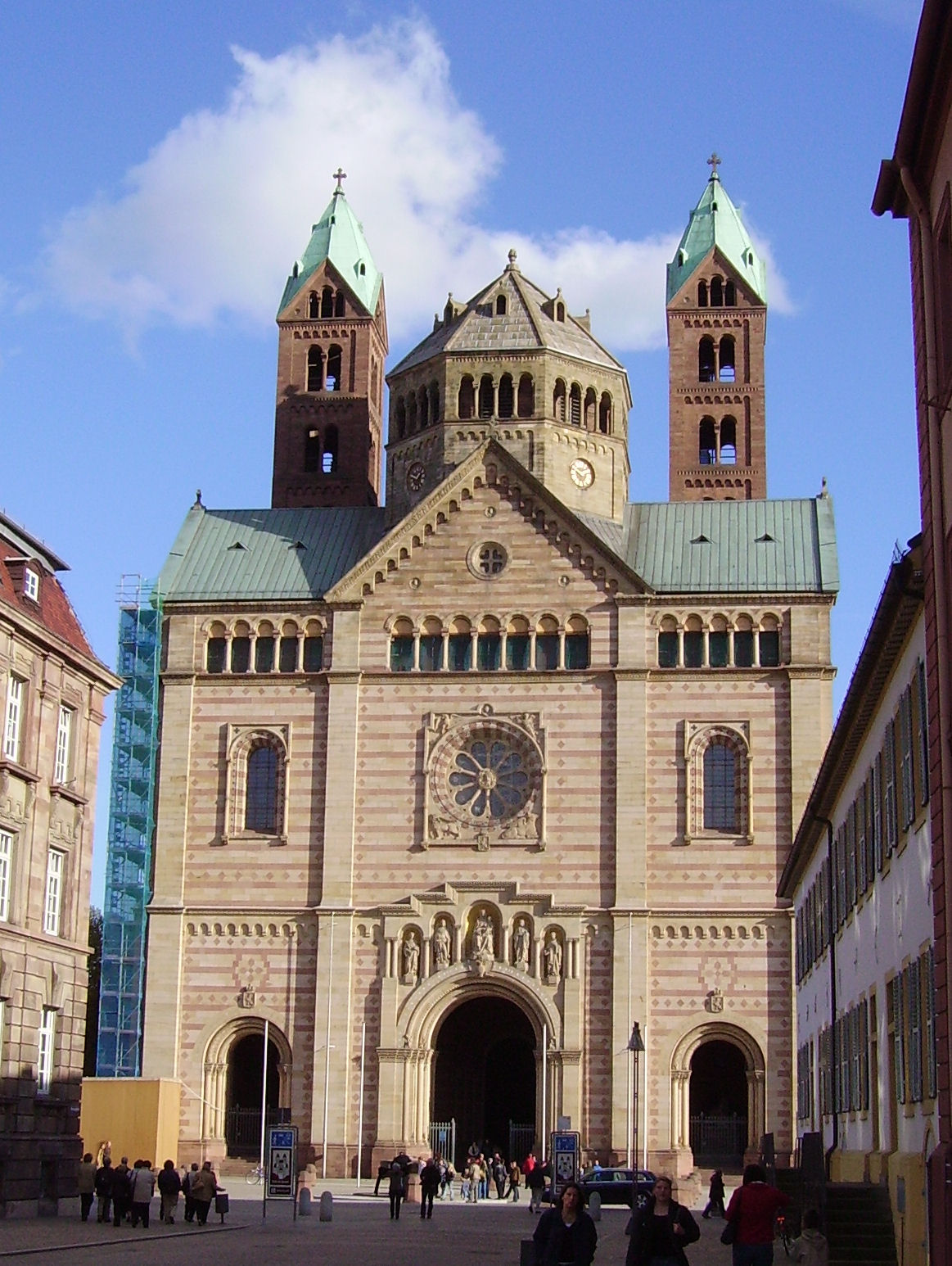
슈파이어 대성당의 로마네스크 복고적 입면, 건축가- Heinrich Hübsch, 1854–1858.

 다른 한편으로 1879년 알프레드 워터하우스가 설계한 런던 자연사 박물관은 로마네스크 아케이드와 건축적 조각의 장식적인 잠재력을 충분히 사용한 로마네스크 복고 건축물이다. 전체 양식이 건물의 기능과 알맞게 자유롭게 적용되어 로마네스크 외관이 효과를 발휘했다. 예를 들어 현관의 기둥들은 거기에 새겨진 기하학적인 디자인이 더햄 대성당의 디자인과 닮아 있다는 인상을 준다. 그러나 여기 새겨진 패턴들의 출처는 종려나무와 소철나무, 열대 양치류 나무의 줄기이다. 많이 찾아볼 수 있는 동물의 모티프 보관됨 2022-10-01 - 웨이백 머신는 희귀하거나 멸종된 종들도 포함한다.
로마네스크 양식이 가장 많이 적용된 근대 건물은 창고인데, 큰 창문들이 적은 것과 강한 힘과 안정성이 느껴지는 외관은 매력적인 특징이다. 보통 벽돌로 된 이건물들은 이탈리아 로마네스크 형식 다음에 자주 더 높은 고도에서 넓은 아치로 올라가는 평평한 버팀벽을 갖는다. 아치사이의 공간을 큰 창문으로 염으로써 상업 건물에 이 양식은 사용된다. 그리하여 본질적으로 근대적인 철제 프레임 구조인 벽돌 벽은 껍질이 되고, 이 양식은 건축가 헨리 홉슨 리처드슨이 자신의 이름을 따, "리처드슨 로마네스크"라고 부른다. 이 양식의 좋은 예는 1885년 H.H.리처드슨이 설계한 시카고에 있는 마셜 필드 스토어와 1887년 윌리엄 프레스턴이 설계한 미국 보스턴에 있는 채드윅 납 공장이다. 이 양식은 천 공장, 제강소, 발전소 등에도 역시 사용된다.

## 참조
- 이 문서에는 다음커뮤니케이션(현 카카오)에서 GFDL 또는 CC-SA 라이선스로 배포한 글로벌 세계대백과사전의 내용을 기초로 작성된 글이 포함되어 있습니다.